# Сахарнов, Василий Алексеевич
Василий Алексеевич Сахарнов (8 января 1914, Нижний Новгород — 2012 ) — советский конструктор сварочных машин, лауреат Ленинской премии 1966 года.

## Биография
Окончил кораблестроительный факультет Горьковского политехнического института.
Работал в конструкторском бюро завода «Красное Сормово», который производил двигатели для подводных лодок, а во время войны — и для бронетанковой техники.
В 1951 г. перешёл в ИЭС им. Е. О. Патона, где более 40 лет возглавлял конструкторский отдел. На пенсию вышел в 2010 году, в возрасте 96 лет.
При его участии был разработан опытный образец машины для контактной стыковой сварки железнодорожных рельсов в полевых условиях К134 (1957).
За модель КЗ55 вместе с технологами В. К. Лебедевым, С. И. Кучук-Яценко и С. А. Солодовниковым награждён Ленинской премией. На основе К355 в Советском Союзе было создано целое поколение подвесных рельсосварочных машин.
В конце 1960-х гг. участвовал в создании машин для сварки труб большого диаметра, блоков картеров мощных дизелей, сложных алюминиевых профилей больших поперечных сечений для летательных аппаратов.
За создание оборудования для контактной стыковой сварки награждён золотыми, серебряными и бронзовыми медалями ВДНХ.
Автор более 300 авторских свидетельств на изобретения и 200 патентов.
Заслуженный изобретатель УССР (1974), заслуженный машиностроитель Украины (2009), лауреат Государственных премий СССР (1986) и УССР (1973).